# Lophoturus aequatus
Lophoturus aequatus är en mångfotingart som först beskrevs av Loomis 1936.  Lophoturus aequatus ingår i släktet Lophoturus och familjen Lophoproctidae. Inga underarter finns listade i Catalogue of Life.